# حلقه خشک
حلقه خشک (زوج خشک) یک جفت خط تلفن اجاره‌ای بدون قید و شرط از یک شرکت تلفن است. برخلاف یک زوج مرطوب، این جفت حلقه خشک بوق آزاد یا ولتاژ باطری (پتانسیل الکتریکی پیوسته) را ارائه نمی‌دهد. زوج مرطوب، خطی است که معمولاً بدون صدای شماره گیری اما دارای باتری است.
یک زوج خشک، در ابتدا برای سیستم‌های امنیتی استفاده می‌شد، اما امروزه ممکن است برای خدمات خط اشتراک دیجیتال (اختصاری DSL) یا یک توسعه‌دهنده اترنت که دو مکان را به یکدیگر متصل می‌کند، استفاده شود. این روش رقیب ارزان‌تر رابط‌های گران‌قیمتی مانند بازپخش قاب است. این جفت در بسیاری از موارد از میان مرکز تلفن محلی عبور می‌کند.
نامگذاری جفت مرطوب به دلیل استفاده از باتری برای برقراری حلقه (الکتریکی) است، زیرا که این باطری‌ها از سلول‌های مرطوب (اسیدی) ساخته شده‌اند.
بسیاری از اپراتورهای مخابراتی، حلقه‌های خشک را تحت عنوان بانا، گاهاً پانا، خط OPX، مدار خبررسانی یا  ال‌ای‌دی‌اس به ارائه‌دهندگان DSL مستقل عرضه می‌کنند.

## در دسترس بودن محلی
در ایالات متحده، این مدارها معمولاً هزینه گردش ماهانه ۳٫۰۰ دلار به ازای هر ۰٫۲۵ مایل (۴۰۰ متر)، به اضافه هزینه جابجایی اضافی در حدود (۵ تا ۱۰ دلار) دارند.
در کانادا، حکم کمیسیون رادیو تلویزیون و مخابرات کانادا (اختصاری CRTC)در تاریخ ۲۱ ژوئیه ۲۰۰۳، شرکت‌های مخابراتی (مانند بل کانادا ) را ملزم به  دادن مجوز حلقه خشک می کند در ادامه برخی از شرکت‌ها نیز این خدمات را ارائه دادند. در حال حاضر، در استان های انتاریو و کبک خط اشتراک دیجیتال لخت توسط فروشندگان شخص‌ثالث DSL ارائه می شود، اما هزینه حلقه خشک اضافی (اغلب با هزینه ماهانه 5 دلار یا بیشتر، و بسته به فاصله از مرکز تلفن) نیز از مشترک دریافت می‌شود. این سرویس هنوز به طور عام پذیرفته نشده است، زیرا برای مشتریان در بیشتر مکان‌ها، جمع هزینه‌های اضافی DSL و حلقه خشک، این سرویس را نسبت به خدمات مودم کابلی گران‌تر می‌کند. اتصال DSL «حلقه خشک» بل کانادا، باتری را تامین می‌کند، اما خط تلفن به جز تماس با خدمات بازگویی شماره تلفن، ۹۱۱، و دفتر تجاری مخابراتی 310-BELL خدماتی دیگری ارائه نمی‌دهد.
- حلقه جریان
- تفکیک حلقه محلی
- DSL برهنه
- خطوط خصوصی با اتصال مجاز